# سطوح بازتاب‌دهنده نور

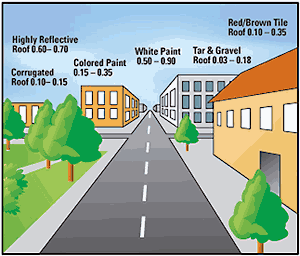
سپیدایی چند نوع بام

سطوح بازتاب دهندهٔ نور سطوحی هستند که خاصیت بازتاب نور خورشید (توانایی انعکاس نور مرئی، مادون قرمز و فرابنفش خورشید که این انعکاس باعث کاهش انتقال گرما به سطح می‌شود) و خاصیت تابش گرمایی (خاصیت تشعشع قسمتی از انرژی خورشید که جذب شده‌است یا بازتاب نشده‌است) در آن‌ها زیاد است. سطوح بازتاب دهندهٔ نور، یکی از موضوعات مهندسی آب و هواست.
شناخته شده‌ترین نوع سطح بازتاب دهندهٔ نور، بام خنک است. اگرچه این که گفته می‌شود که بام‌های خنک معمولاً سفید هستند اما یک بام سفید، دارای رنگ‌های مختلفی است و هم برای مجتمع‌های تجاری و هم مسکونی در دسترس است. به یاد داشته باشید که امروزه رنگدانه‌های بام خنک این امکان را فراهم می‌کنند که بام‌هایی با استاندارد ستاره انرژی با رنگ‌های تیره و حتی رنگ سیاه داشته باشیم.
اتومبیل‌های بازتاب دهندهٔ نور خورشید یا اتومبیل‌های خنک نسبت به اتومبیل‌های تیره، نور خورشید بیشتری را انعکاس می‌دهند که باعث انتقال گرمای کمتری به داخل اتومبیل می‌شود. در نتیجه نیاز کمتری به تهویهٔ هوا خواهیم داشت و مصرف سوخت و انتشار گازهای گلخانه‌ای و آلاینده‌های شهری هوا کمتر خواهد شد.
اماکن رنگی برای پارک ماشین از یک لایهٔ منعکس‌کنندهٔ نقاشی ساخته شده‌است. این پروژه را Jordan Woods و آزمایشگاه برکلی به عهده گرفته‌اند.

## مزایای بام‌های خنک
بام‌های خنک در مناطق گرم‌تر هم مزایای بلند مدت دارند و هم مزایای آنی. از جمله:
- ذخیرهٔ ۱۵٪ انرژی یک سالهٔ تهویهٔ هوا در ساختمان یک طبقه
- کمک در کاهش اثر جزایر گرمایی شهری[۷]
- کاهش آلودگی هوا و انتشار گازهای گلخانه‌ای و همچنین تأثیر چشمگیر در تنظیم اثر گرمایی ناشی از انتشار گازها گلخانه‌ای[۸]

بام‌های خنک، انرژی مورد نیاز برای خنک کردن را در تابستان‌ها کاهش می‌دهند ولی می‌توانند انرژی مورد نیاز برای گرم کردن را در زمستان افزایش دهند. بنابراین، مقدار صرفه‌جویی در انرژی توسط بام‌های خنک، بستگی به شرایط آب و هوایی دارد. اما مطالعه‌ای که در مورد کارایی انرژی در سال ۲۰۱۰ صورت گرفت و این موضوع را برای ساختمان‌های تجاری دارای تهویهٔ هوا در ایالات متحده بررسی می‌کرد به این نتیجه رسید که صرفه‌جویی‌های خنک‌سازی در تابستان معمولاً از مقدار انرژی قابل صرفه‌جویی در زمستان که آن را از دست می‌دهیم بیشتر است؛ حتی در آب و هوای سرد مجاور مرزهای کانادا این امر باعث صرفه‌جویی هم در برق و هم در تابش حرارت توسط لوازم خانگی می‌شود. بدون داشتن برنامه‌ای در برای تمیز نگه داشتن مواد، صرفه‌جویی انرژی حاصل از بام‌های خنک چندان مؤثر نخواهد بود چون اثر سپیدایی کم شده و خاک نیز در این امر مؤثر است.
تحقیقات و تجارب عملی در مورد کاهش کیفیت لایه‌های بام در طول سال‌های این حقیقت را نشان داده است که گرمای ناشی از خورشید از مؤثرترین عوالی است که بر دوام این لایه‌ها تأثیر می‌گذارد. دمای زیاد و نوسانات دمایی زیاد فصلی یا روزانه، برای لایه‌های بام مضر هستند. گرمای شدید و سرمای شدید هرچه کمتر روی دهد، طول عمر لایه‌های بام بیشتر خواهد شد. اگر لایه‌های بام را با موادی که از اشعه‌های فرابنفش و مادون قرمز جلوگیری می‌کنند بپوشانیم، اثرات مضر ناشی از اشعه فرابنفش و گرمای زیاد کمتر خواهد شد. سطوح سفید، بیش از نصف اشعهٔ تابشی را که به آن می‌رسد بازتاب می‌کنند در حالی که سطوح سیاه تقریباً تمام آن‌ها را جذب می‌کنند. لایه‌های سفید یا پوشانده‌شده با ماده‌ای سفید، یا سنگریزی با سنگ‌های سفید به نظر می‌رسد بهترین روش برای مقابله با مشکلاتی اینچنینی باشد که در آن‌ها ناچاریم لایه‌ها را در معرض تابش مستقیم خورشید قرار دهیم.
در تمام مناطق شهری، بام‌های مسطح در مناطق گرم به رنگ سفید هستند و در نتیجه ۱۰٪ از بازتاب در جهان کمتر شده و اثر گرمایی ناشی از انتشار ۲۴ گیگاتن گازهای گلخانه‌ای کاهش می‌یابد که معادل با این است که ۳۰۰ میلیون اتومبیل را به مدت ۲۰ سال از جاده خارج کنیم. این مسئله بر این امر استوار است که بام سفید ۹۳ متر مربعی (۱۰۰۰ فوت مربعی) اثر گرمای ناشی از ۱۰ تن کربن‌دی‌اکسید را در طول عمر ۲۰ سالهٔ خود کاهش می‌دهد. در یک مطالعهٔ عملی که در سال ۲۰۰۸ در مورد خنک‌سازی در مقیاس وسیع توسط اثر بازتابندگی صورت گرفت محققین به این نتیجه رسیدند که استان آلمرا در جنوب اسپانیا در نتیجهٔ ساخت گلخانه‌های پوشیده شده با لایهٔ پلی‌اتیلن در مناطق وسیعی که قبلاً مناطق صحرایی بودند، در طول ۲۰ سال ۱٫۶ درجه نسبت به نواحی اطراف خود خنک تر شد. کشاورزان در فصل تابستان سقف این گلخانه‌ها را سفیدکاری می‌کنند تا گیاهان خود را خنک نگه دارند.
وقتی نور خورشید به یک بام سفید می‌خورد، بیشتر آن منعکس شده و به فضای جو زمین می‌رود؛ ولی وقتی به یک بام سیاه برخورد می‌کند، بیشتر آن جذب می‌شود و طول موج آن بیشتر شده و به چیزی تبدیل می‌شود که به آن «گرما» می‌گوییم و دیگر نمی‌تواند به فضای جو زمین برگردد زیرا توسط گازهای گلخانه‌ای جذب می‌شود. جو زمین در مواجهه با نور خورشید، شفاف است ولی نسبت به گرما شفاف نیست [یعنی گرما را عبور نمی‌دهد] و به این دلیل است که بام‌های سفید در خنک شدن دمای زمین تأثیر مثبت داشته و بام‌های سیاه در این مورد تأثیر منفی دارند.
در مطالعه‌ای توسط محققین دانشگاه کنکوردیا در سال ۲۰۱۲ که از متغیرهایی استفاده شد که مشابه آن‌ها در مطالعات دانشگاه استنفورد استفاده شده بود (مثلاً واکنش‌های ابر) محققین به این نتیجه رسیدند که استفادهٔ جهانی بام‌های خنک و سنگفرش در شهرها باعث تأثیر مثبت خنک‌سازی جهانی شده و معادل با جلوگیری از تولید ۱۵۰ گیگاتن دی‌اکسیدکربن است که معادل است با خارج کردن تمام اتومبیل‌های جهان از جاده به مدت ۵۰ سال.

## معایب
مطالعه‌ای در سال ۲۰۱۱ توسط محققین دانشگاه استنفورد نشان داد که اگرچه بام‌های منعکس‌کنندهٔ نور باعث کاهش دما در ساختمان می‌شوند و اثر جزایر گرمایی شهری را کاهش می‌دهند اما ممکن است دمای کلی زمین را افزایش دهند. در این تحقیق یاداوری شده‌است که این مسئله، نتیجهٔ کاهش گازهای گلخانه‌ای ناشی از مصرف انرژی ساختمان (مرتبط با بام‌های خنک) نیست (ذخیرهٔ انرژی مورد نیاز برای خنک‌سازی سالانه و عدم استفاده از انرژی در سال برای گرم کردن. بدین معنی که وقتی بام‌های خنک باعث بازتاب انرژی خورشید در زمستان می‌شود، شما مجبورید انرژی بیشتری صرف گرم کردن محل زندگی خود کنید). به هر حال، این مسئله فقط در مناطقی که تابستان سردی دارند صادق است، نه مناطق گرمسیر. همچنین خانه‌هایی که در مناطقی هستند که در زمستان روی بام آن‌ها برف می‌نشیند از آنجایی که بامشان رنگ تیره ندارد، گرمای کمتری جذب می‌کند زیرا برف تقریباً در تمام طول زمستان روی بام وجود دارد. مقاله‌ای در پاسخ به تحقیق فوق با این عنوان منتشر شده‌است: بام‌های خنک و خنک‌سازی جهانی، نوشتهٔ محققین گروه Heat Island در آزمایشگاه ملی لارنس برکلی که این مقاله باعث افزایش نگرانی‌هایی در مورد صحت تحقیق فوق شد. در این مقاله مواردی از این قبیل ذکر شده‌است: احتمالاتی که محققین [دانشگاه استنفورد] آن را قطعی پنداشته‌اند، نتایج عددی آماری که چندان قابل توجه نیستند، و ناپیوستگی بیش از حد در عوامل محلی که در مقیاس جهانی نقش ایفا می‌کنند.
همچنین یک تحقیق در سال ۲۰۱۲ توسط محققین دانشکدهٔ مهندسی ژاکوب در دانشگاه کالیفرنیا، سن دیگو دربارهٔ تعامل بین سنگفرش‌های بازتاب‌دهندهٔ نور و ساختمان به این نتیجه انجامید که اشعه‌های خورشیدی که از کف شنگفرش‌ها به داخل ساختمان‌های مجاور می‌تابد، موجب گرمی آن‌ها و نیاز بیشتر برای صرف انرژی جهت تهویهٔ هوای این ساختمان‌ها می‌شود، مگر این که شیشه‌های آینه‌ای یا ابزاری دیگر جهت کاهش این اثر به کار گرفته شود.
در سال ۲۰۱۴ یک تیم تحقیقاتی به رهبری Matei Georgescu استادیار دانشکدهٔ علوم جغرافیایی و برنامه‌ریزی شهری دانشگاه ایالتی آریزونا و دانشمند ارشد پایداری در مؤسسه جهانی پایداری تأثیرات نسبی برخی از متداول‌ترین فناوری‌هایی را که برای کاهش گرمای ناشی از توسعهٔ شهری استفاده می‌شوند مورد بررسی قرار داد. نتایج این تحقیق جدید نشان می‌دهد که به‌کارگیری فناوری‌های شهری از کاهش این دما جلوگیری می‌کند ولی این مسئله به‌طور فصلی و بسته به منطقه، تغییراتی دارد.
به‌طور خاص، آنچه که در Central Valley در کالیفرنیا به کار گرفته می‌شود، مثل بام‌های خنک، لزوماً همان تأثیر را بر مناطق دیگر کشور مثل فلوریدا ندارند. ارزیابی پیایندهای افزون بر دمای قسمت‌های نزدیک به سطح، مثل بارش باران و تقاضای انرژی، ما را به وجود نوعی مصالحه رهنمون می‌کند که معمولاً نتیجهٔ مستقیم این عملکرد نیست. بام‌های خنک در تابستان برای برخی مناطق بسیار مؤثر هستند. به هر حال در طول زمستان، همین استراتژی‌های شهری وقتی برای مناطق شمالی به کار می‌روند باعث خنک‌سازی بیشتری می‌شوند و در نتیجه نیاز به گرمای بیشتری هست تا شرایط مطلوبی برای انسان ایجاد شود. Georgescu می‌گوید: «صرفه‌جویی انرژی در تابستان برای برخی مناطق در طول زمستان تقریباً به کلی از دست می‌رود». در فلوریدا به مقدار کمتر از آن در ایالت‌های جنوب غرب، تأثیرات مختلفی در نتیجهٔ بام خنک ایجاد می‌شود. او می‌گوید: «در فلوریدا، شبیه‌سازی‌های ما کاهش چشمگیری در نزولات جوی را نشان می‌دهد. استفاده از بام خنک باعث کاهش ۲ تا ۴ میلی‌متر بارش روزانهٔ باران می‌شود که مقدار قابل توجهی است (حدوداً ۵۰٪) و اثراتی بر در دسترس بودن آب، کاهش جریان‌های آب و اثرات منفی بر اکوسیستم را در پی خواهد داشت. برای فلوریدا شاید بام خنک راه کارامدی برای مبارزه با اثر جزایر گرمایی شهری نباشد زیرا پیایندهای مذکور را در پی خواهد داشت.» روی هم رفته، محققین چنین پیشنهاد می‌کنند که برای مبارزه با افزایش دمای ناشی از توسعهٔ شهر و گازهای گلخانه‌ای باید برنامه‌ریزی‌ها و گزینه‌های طراحی قضایی را در نظر گرفت. آنان می‌گویند: «تغییرات آب و هوایی وابسته به شهر، به فاکتورهای خاص جغرافیایی بستگی دارد که در هنگام انتخاب روش بهینه باید آن‌ها را در نظر گرفت و باید از انتخاب یک روش واحد برای تمام مشکلات اجتناب کرد.»
مجموعه‌ای از دستورالعمل‌های پیشرفتهٔ طراحی انرژی، با همکاری جامعهٔ آمریکایی گرما، خنک‌سازی و مهندسی تهویهٔ هوا (ASHRAE)، مؤسسهٔ معماران آمریکا (AIA)، جامعهٔ مهندسی روشنایی آمریکای شمالی (IESNA)، شورای ساختمان سبر ایالات متحده (USGBC)، و دپارتمان انرژی ایالات متحده (US DOE)، در سال ۲۰۱۱ توسعه یافته‌است. هدف این دستورالعمل‌ها، رسیدن به ۵۰٪ صرفه‌جویی در انرژی و حرکت به سمت ساختمان انرژی خالص صفر است. این دستورالعمل‌ها ساختمان‌های اداری کوچک تا متوسط، ساختمان‌های خرده‌فروشی متوسط تا بزرگ، بیمارستان‌های بزرگ و ساختمان‌های مدارس ابتدایی تا متوسطه را تحت پوشش قرار می‌دهند. در مناطق آب و هوایی شماره ۴ و بالاتر توصیه می‌شود که از استاندارد ASHRAE 90.1 برای انعکاس بام پیروی شود که در حال حاضر نیازی به وجود خاصیت انعکاسی در بام‌ها در این مناطق ندارد. در مناطق آب و هوایی شماره ۴ و بالاتر، بام‌های خنک، یک استراتژیِ قابل توصیه‌ای برای طراحی نیست.
مجموعه‌ای از دستورالعمل‌های پیشرفتهٔ بهبود انرژی از «روش‌های عملی برای بهبود عملکرد انرژی» با همکاری دپارتمان انرژی ایالات متحده (US DOE) و آزمایشگاه ملی Pacific Northwest در سال ۲۰۱۱ توسعه یافت. هدف این دستورالعمل‌ها، بهبود ساختمان‌های اداری و خرده‌فروشی است که می‌توانند کارایی انرژی خود را بهبود دهند. در این دستورالعمل‌ها، بام‌های خنک برای تمام مناطق توصیه نشده‌است. در این دستورالعمل آمده‌است: «به عنوان مثال، این تدابیر احتمالاً در مناطق گرم و شرجی که فصل گرم بلندتری دارند، نسبت به مناطقی که آب و هوای بسیار سردی دارند، صرفهٔ اقتصادی بیشتری خواهند داشت. برای ساختمان‌هایی که در آب و هوای گرم واقع شده‌اند، این تدابیر حائز اهمیت است.»
مؤسسهٔ توسعهٔ مس چند مطالعه انجام داده است که از سال ۲۰۰۲ شروع شده‌اند و در آن به ارزیابی دمای سیم‌کشی‌های داخل سیم‌پوش‌هایی پرداخت که در داخل بام یا بالای بام با رنگ‌های مختلف قرار دارند. این بررسی‌ها به این نتیجه انجامید که دماها در بالای بام خنک، بیشتر از آن دماها در بالای بام‌هایی بود که رنگ‌های تیره‌تر داشتند. نیجهٔ مذکور، این نظریه را تأیید می‌کند که تشعشع منحرف شدهٔ خورشید وقتی به لوازم روی بام، لوله کشی و مواد دیگر برخورد کرد باعث تشدید گرمای تشعشع می‌شود.
در دستورالعمل‌های دپارتمان انرژی ایالات متحده برای انتخاب بام خنک چنین آمده‌است: «بام‌های خنک باید در ترکیب با محیط اطراف آن در نظر گرفته شوند. مشخص کردن یک بام خنک و پیش‌بینی مقدار صرفه‌جویی انرژی نسبتاً آسان است، ولی برخی دوراندیشی‌ها باعث جلوگیری از برخی مشکلات می‌شود. قبل از این که یک بام خنک نصب کنید این سؤال را بپرسید: قسمتی از نور خورشید که بازتابیده می‌شود به کجا خواهد رفت؟ یک بام خنک بازتاب‌دهنده و با رنگ روشن، گرما و نور را به پنچره‌های ساختمان‌های مجاوری که بلندتر هستند هدایت می‌کند. در شرایط آفتابی، این وضع ممکن است به تابش بیش از حد و اذیت‌کننده و گرمای ناخواسته برای شما و همسایه‌تان بینجامد. گرمای اضافه که توسط این انعکاس تولید می‌شود می‌تواند باعث افزایش انرژی مصرفی برای تهویهٔ هوا شده و در برخی منافع بام خنک در مورد صرفه‌جویی انرژی، نقض غرض ایجاد شود.»
در دستورالعمل‌های دپارتمان انرژی ایالات متحده برای انتخاب بام خنک، در موضوع نگهداری از بام خنک چنین آمده‌است: «وقتی یک بام خنک توسط آلاینده‌ها، قدم زدن روی بام، خار و خاشاک‌های بادآورده، آب‌های جمع شده و رشد قارچ و جلبک کثیف می‌شود، خاصیت انعکاسی آن کاهش می‌یابد و در نتیجه دما بالا می‌رود. بام‌هایی که خیلی کثیف هستند ممکن است بسیار بدتر از آن چیزی باشند که در برچسب کالا نشان داده شده‌است. کثیفی حاصل از قدم زدن روی بام را می‌توان با طراحی معابر مخصوص قدم زدن، یا تقلیل دسترسی به بام کاهش داد. بام‌هایی که شیب تندی دارند مشکلات کمتری در مورد این نوع کثیفی‌ها دارند زیرا باران راحت تر می‌تواند کثیفی‌های روی آن‌ها را بشوید. برخی بام‌های خنک، خودپاک‌کننده هستند، بدین معنی که آلاینده‌ها راحت تر از آن‌ها زدوده می‌شود و خاصیت انعکاسی آن‌ها راحت تر حفظ می‌شود. تمیز کردن یک بام خنک باعث می‌شود خاصیت انعکاسی آن‌ها تقریباً برابر با حالتی شود که تازه آن‌ها را نصب کرده‌ایم. همیشه سازندهٔ بام خود را چک کنید تا از روند مناسب پاک‌سازی مطمئن شوید، چون برخی روش‌ها ممکن است به بام شما آسیب برساند. اگرچه به‌طور کلی ممکن است تمیز کردن یک بام صرفاً برای صرفه‌جویی در انرژی، از نظر اقتصادی چندان بصرفه نباشد، ولی می‌توانید آن را یک قسمت از پروسهٔ عادی نگهداری از بام خود تلقی کنید؛ بنابراین وقتی صرفه‌جویی انرژی را تخمین می‌زنید، بهتر است نور خورشید منعکس شده از بامی را در نظر بگیرید که بر اثر مجاورت با هوا کهنه شده است، نه این که یک بام تمیز را در نظر بگیرید.»

## ویژگی‌ها
وقتی نور خورشید به یک بام تیره می‌خورد، ۱۵٪ از آن به سمت آسمان منعکس می‌شود ولی بیشتر این انرژی به صورت گرما جذب بام می‌شود. بام‌های خنک به مقدار زیادی بیشتر از بام‌های سنتی تیره‌رنگ، نور را منعکس کرده و مقدار کمی از آن را جذب می‌کنند.
دو ویژگی وجود دارد که طبق آن‌ها می‌توان تأثیر بام خنک را برآورد کرد:
- انعکاس خورشید که به سپیدایی نیز معروف است، عبارت است از توانایی انعکاس نور خورشید. این مقدار یا به صورت یک عدد اعشاری بیان می‌شود یا به صورت درصد. مقدار صفر نشان می‌دهد که سطح تمام تشعشع خورشید را جذب می‌کند و مقدار یک یعنی انعکاس کامل.
- انتشار گرمایی که عبارت است از توانایی انتشار گرمای جذب شده. این مقدار نیز یا به صورت یک عدد اعشاری بین صفر تا یک بیان می‌شود یا به صورت درصد.

یک روش دیگر برای ارزیابی مقدار خنک‌سازی در شاخص انعکاس خورشیدی (SRI) که انعکاس خورشید و انتشار گرمایی را در یک مقدار بیان می‌کند. SRI توانایی بام را در پس زدن گرمای خورشید اندازه‌گیری می‌کند و طوری تعریف می‌شود که در آن، رنگ سیاه استاندارد (انعکاس ۰٫۰۵ و انتشار ۰٫۹۰) را صفر قرار داده و رنگ سفید استاندارد (انعکاس ۰٫۸۰ و انتشار ۰٫۹۰) را ۱۰۰ در نظر می‌گیرند.
مقدار SRI کامل ۱۲۲ است که به معنی آینهٔ کامل است که هیچ مقداری از نور خورشید را جذب نمی‌کند و انتشار گرمایی بسیار کمی دارد. تنها ماده‌ای که از نظر عملی SRI در آن به این عدد نزدیک است، فولاد ضد زنگ است که SRI آن ۱۱۲ است. بام‌های با انعکاس بالا و انتشار گرمای پایین دما را در همیشه بسیار نزدیک به دمای محیط نگه می‌دارند و از زیاد شدن گرمای بام در مناطق گرم جلوگیری می‌کنند و از تلفات گرما در مناطق سرد جلوگیری می‌کنند. بام‌های با انتشار گرمایی بالا با شرایط عایق گرمایی یکسان، در مناطق سرد تلفات دمایی خیلی بیشتری دارند.

## محاسبه‌گر صرفه‌جویی بام
محاسبه‌گر صرفه‌جویی بام، ابزار کوچکی است که در آزمایشگاه ملی اوک ریج در دپارتمان انرژی ایالت متحده توسعه یافته‌است و صرفه‌جویی خنک‌سازی و گرم‌سازی را برای بام‌های با شیب کم با رنگ سفید یا سیاه تخمین می‌زند.
در ساخت این ابزار، آزمایشگاه ملی اوک بریج و آزمایشگاه ملی لارنس برکلی با یکدیگر مشارکت کردند تا صرفه‌جویی بام مورد توافق در صنعت را برای ساختمان‌های مسکونی و تجاری فراهم آورند. این ابزار، مقدار انرژی صرفه‌جویی‌شدهٔ سالانه (صرفه‌جویی انرژی خنک‌سازی منهای مقدار انرژی گرمایی که می‌توانست صرفه‌جویی شود) را گزارش می‌دهد و در نتیجه فقط برای ساختمان‌هایی که دارای سیستم گرمایشی و سرمایشی هستند قابل استفاده است.

## انواع بام‌های خنک
بام خنک، یکی از این سه نوع است: بام‌هایی که از مواد سرد ساخته شده‌اند، بام‌هایی که از موادی ساخته شده‌اند که با بازتاب‌دهنده‌های نور خورشید پوشیده شده‌اند، یا بام‌های سبز.

### بام سفید
عایق بام سفید یا عایق سفید رطوبتی نوعی پوشش آب‌بند کننده پایه آب است که از مواد پلیمری و الاستومری دوستدار محیط‌زیست ساخته‌شده است. عایق سفید بام قابل اجرا برروی کلیه سطوح اعم از فلزی، سیمانی، موزاییک، ایزوگام، آسفالت ترک خورده، چوب و ... است و پس از خشک شدن کاملاً آب‌بند می‌شود. عایق سفید با قابلیت ایجاد پوشش یکپارچه، بدون درز، یکنواخت و با چسبندگی بالا، سطوح عمودی و افقی را کاملاً ایزوله و آب‌بند می‌کند. از عایق سفید برای آب‌بندی پشت بام، ساخت روف گاردن (بام سبز)، عایق استخر، عایق سرویس بهداشتی، ایزولاسیون مخازن آب و فاضلاب و ... استفاده می‌شود.

### بام‌های خنک
بام‌های با لایهٔ ترموپلاستیک سفید، به‌طور ذاتی نور را منعکس می‌کنند و بیشترین مقدار انعکاس و انتشاری را که می‌توان در بام داشت دارا هستند. به عنوان مثال بامی که از مادهٔ ترموپلاستیک سفید ساخته شده‌است می‌تواند ۸۰٪ (یا بیشتر) از نور خورشید را منعکس کند و حداقل ۷۰٪ از گرمایی را که بام به خود جذب کرده‌است انتشار دهد. یک بام قیرگونی شده فقط ۶٪ الی ۲۶٪ از نور خورشید را منعکس می‌کند.
بیشترین نرخ SRI و خنک‌ترین بام‌ها، بام‌های فولاد ضد زنگ هستند که در حالت بادهای معمولی، فقط چند درجه از دمای محیط گرم‌ترند. بازهٔ SRI برای آن‌ها از ۱۰۰ تا ۱۱۵ است. برخی از آن‌ها خاصیت آبگریزی نیز دارند و در نتیجه بسیار تمیز باقی می‌مانند و SRI اصلی خود را حتی در محیط آلوده حفظ می‌کنند.

### بام‌های پوشیده شده با مواد انعکاسی
یک سقف موجود (یا جدید) می‌تواند به وسیلهٔ پوشاندن آن با موادی که نور خورشید را منعکس می‌کنند خاصیت انعکاسی پیدا کند. نرخ انعکاس خورشید و انتشار گرمایی برای بیش از ۵۰۰ ماده انعکاسی را می‌توان در شورای نرخ‌گذاری بام‌های خنک پیدا کرد.

### بام‌های سبز
بام‌های سبز، لایه‌ای از مادهٔ گرمایی فراهم می‌کنند که شارش گرما به داخل ساختمان را کاهش می‌دهد. انعکاس خورشیدی بام‌های سبز، بسته به نوع گیاه فرق دارد (معمولاً از ۰٫۳ تا ۰٫۵). بام‌های سبز شاید خاصیت انعکاسی به اندازهٔ بام‌های خنک نداشته باشند اما این نوع بام هم مزیای خاص خود را دارد مثل تبخیر آب از طریق برگ‌های گیاه که باعث خنک شدن گیاه و محیط پیرامون آن شده و باعث کاهش دمای پشت بام به صورت طبیعی می‌شود.

## آب و هوای سرد
در مناطقی که روزهای گرم بیشتر از روزهای سرد است بام‌های گرم شاید از نظر بازده انرژی یا صرفه‌جویی در انرژی، کارامد نباشند چون انرژیی که برای گرم کردن در زمستان از دست می‌دهیم ممکن است بیشتر از انرژیی باشد که برای خنک کردن صرفه‌جویی می‌شود. بر طبق تحقیق مصرف انرژی ساختمان‌های تجاری سال ۲۰۰۳ که توسط ادارهٔ اطلاعات انرژی ایالات متحده صورت گرفت، انرژی گرمایشی، ۳۶٪ از مصرف سالانهٔ انرژی ساختمان‌های تجاری را تشکیل می‌دهد، در حالی که انرژی مورد نیاز تهویهٔ هوا [برای خنک کردن آن] فقط ۸٪ از مصرف سالانهٔ مذکور را تشکیل می‌دهد. محاسبه‌گرهای انرژی، صرفه‌جویی در انرژی را برای بام‌های با رنگ تیره در مناطق سرد نشان می‌دهند.
یک بام ایده‌آل، هیچ گرمایی را در تابستان جذب نمی‌کند و هیچ گرمایی را در زمستان از دست نمی‌دهد. برای انجام این کار نیاز به یک SRI بسیار بالا داریم که از افزایش دما در تابستان و از تلفات آن در زمستان جلوگیری کند. بام‌های با SRI بالا مثل یک سد منعکس‌کننده عمل می‌کنند و مثل یک فلاسک (قمقمه) عمل می‌کنند. بام‌های خنک با انتشار گرمایی بالا باعث از دست رفتن مقداری انرژی می‌شوند که ناشی از تلفات تشعشع گرما در زمستان است که بام‌هایی که صرفاً از فلز ساخته شده‌اند، مثل فولاد ضد زنگ، این مشکل را ندارند.

## مطالعات موردی
در سال ۲۰۰۱، یک مطالعهٔ دولتی آزمایشگاه ملی لارنس برکلی (LBNL)، تقضای اوج انرژی را که مرتبط با انعکاس سطح بام‌های خنک بود محاسبه و اندازه‌گیری کرد. LBNL به این نتیجه رسید که لایه‌های بهبودیافتهٔ وینیل در مقایسه با لایهٔ بام پلاستیک سیاه در ساختمان مورد مطالعهٔ خرده فروشی در تگزاس، دمای متوسط سطحی را ۲۴ درجهٔ سانتی‌گراد (۷۵٫۲ درجه فارنهایت) کاهش داده، مجموع مصرف انرژی تهویهٔ هوا را نیز به مقدار ۱۱٪ کاهش داده و یکی از عوامل افت ۱۴ درصدی مصرف انرژی در ساعات اوج مصرف است. دمای متوسط سطح بام سیاه در روزهای تابستان ۷۵ درجه سانتی‌گراد بود (۱۶۷ درجهٔ فارنهایت)، ولی وقتی سطح بهبودیافتهٔ سفید به کار گرفته شد، این مقدار به ۵۲ درجه سانتی‌گراد رسید (۱۲۶ درجهٔ فارنهایت). بدون در نظر گرفتن مزایای مربوط به مالیات و هزینه‌های تأسیسات، مصرف سالانهٔ انرژی به مقدار ۷۲۰۰ دلار ۰٫۰۷ دلار در هر فوت مربع کاهش یافت (این مقدار مربوط به هزینهٔ انرژی و هزینهٔ اوج تقاضاست).
از دستگاه‌هایی برای اندازه‌گیری شرایط آب و هوایی روی بام، دمای هوای داخل ساختمان و لایه‌های بام و تهویهٔ هوا و مجموع مصرف انرژی ساختمان استفاده شد. اندازه‌گیری‌ها برای لایه‌های بام پلاستیک سیاه اصلی انجام شد و سپس با لایهٔ وینیل سفید با همان سیستم عایق‌بندی و اچ واک جایگزین شد.
اگرچه به مدت یک سال اطلاعات واقعی جمع‌آوری شد، انحراف موجود درداده‌ها باعث شد داده‌های یک ماه و همچنین داده‌های چند روز دیگر که مطابق با پارامترهای این مطالعه نبود کنار گذاشته شود. فقط ۳۶ روز متوالی قبل از بهبود و ۲۸ روز غیرمتوالی برای دورهٔ پس از بهبود داشتیم.
یک مطالعهٔ موردی دیگر که در سال ۲۰۰۹ انجام شده و در سال ۲۰۱۱ منتشر شد و توسط Ashley-McGraw Architects و شرکت انرژی CDH برای دپارتمان بخش آنانداگای Corrections در Jamesville در نیویورک تکمیل شد، کارایی انرژی بام سبز/گیاهی، بام EPDMی سیاه و بام TPOی سفید منعکس‌کننده را ارزیابی کرد. نتایج نشان داد که بام TPO و بام گیاهی دمای کمتری نسبت به سطح بام EPDMی سنتی دارند. کاهش مقدار جذب باعث کاهش تشدید گرما در تابستان می‌شود اما گرما را نیز در فصل‌هایی که نیاز به استفاده از سیستم‌های گرمایشی داریم هدر می‌دهد. بام TPO در مقایسه با لایه‌های EPDM دارای ۳۰٪ تلفات انرژی بیشتر است و بام گیاهی نیز ۲۳٪ تلفات بیشتری دارد.

## برنامه‌های پیشبردی

### دردولت فدرال ایالات متحده
در ژوئیه ۲۰۱۰، دپارتمان انرژی ایالات متحده (DOE) اقداماتی را مطرح کرد که طی آن‌ها بام خنک با تجهیزات DOE و در ساختمان‌های کل کشور به کار گرفته شود. در اقداماتی جدید، DOE بام خنک را – اگر در طول عمر این بام خنک از نظر اقتصادی بصرفه باشد – هنگام ساخت یک بام جدید یا هنگام جایگزینی یک بام قدیمی، با تجهیزات خود نصب می‌کند.
DOE در اکتبر ۲۰۱۳ به بام‌های خنک، از نظر این که در انرژی صرفهٔ اقتصادی دارند یا نه، امتیاز ۵۳ داده است (از ۱۰۰ امتیاز). دپارتمان انرژی ایالات متحده گفته است: «شرایط آب و هوایی می‌تواند در عملکرد بام خنک تأثیر داشته باشد. بام‌های خنک در آب و هواهای گرم عملکرد بهتری دارند و در مناطق سردتر ممکن است نیاز به مصرف انرژی برای گرم کردن را بیشتر کنند. هرچه بام خنک تأثیر کمتری داشته باشد، از عایق بندی بیشتر استفاده می‌شود. دبیر انرژی به تمام دفاتر DOE دستور داد که بام‌های خنک را زمانی نصب کنند در کل طول عمر خود صرفهٔ اقتصادی داشته باشد، چه هنگام نصب یک بام جدید، چه هنگام جایگزینی یک بام قدیمی با تسهیلات DOE. آژانس‌های دولتی دیگر نیز ترغیب شدند تا اقدام مشابهی انجام دهند.»

### ستارهٔ انرژی
ستارهٔ انرژی، برنامهٔ مشترک آژانس حفاظت از محیط زیست ایالات متحده و دپارتمان انرژی ایالات متحده است برای کاهش انتشار گازهای گلخانه‌ای و کمک به مشتریان و فروشندگان در صرفه‌جویی اقتصادی به کمک انتخاب کالاهایی که در مصرف انرژی بصرفه هستند.
برای بام‌های با شیب کم، یک کالای بام وقتی در برنامهٔ محصولات بام از نظر انرژی بررسی شده و برچسب ستارهٔ انرژی می‌خورد، بر طبق روند تست EPA باید مقدار انعکاس خورشیدی اولیهٔ ۰٫۶۵ داشته باشد و وقتی بر اثر قرار گرفتن در مجاورت هوا فرسوده شد، [حداقل] این مقدار ۰٫۵۰ باشد. گارانتی‌های محصولات بام‌های انعکاسی باید در تمام موارد مساوی با گارانتی‌های مشابهی باشد که برای محصولات بام‌های غیرانعکاسی ارائه می‌شود، چه خود شرکت این گارانتی‌ها را اضافه کند یا این که استاندارهای صنعتی باعث ایجاد این گارانتی‌ها شود.
به خلاف محصولات دیگری که توسط ستارهٔ انرژی درجه‌بندی می‌شوند، مثل لوازم خانگی، این درجه‌بندی کل بام را در نظر نمی‌گیرد، بلکه فقط سطح خارجی را در نظر می‌گیرد. مصرف‌کنندگان (مثلاً مالکان ساختمان) شاید بر این باور باشند که برچسب ستارهٔ انرژی به این معنی است که بام آن‌ها از نظر مصرف انرژی بصرفه است، اما سختگیری‌هایی که در ستارهٔ انرژی می‌شود، به اندازهٔ سختگیری‌های استاندارهای لوازم خانگی آن‌ها نیست و شامل اجزای اضافی بام نمی‌شود (مثل سازهٔ بام، لایه‌های درجه‌بندی‌شدهٔ ضدحریق، عایق‌ها، چسبنده‌ها، اتصال‌دهنده‌ها و …). تکذیب‌نامه‌ای روی سایتشان قرار داده شده‌است بدین مضمون: «اگرچه مزایای ذاتی در استفاده از بام‌های خنک متصور است، مصرف‌کنندگان قبل از انتخاب یک محصول مربوط به بام بر طبق تجربیات صرفه‌جویی در انرژی، باید نتایج پیش‌بینی‌شده را که در وبسایت محاسبه‌گر صرفه‌جویی بام دپارتمان انرژی به نشانی www.roofcalc.com یافت می‌شود بررسی کنند. لطفاً در نظر داشته باشید که مقدار صرفه‌جویی انرژی که از طریق بام انعکاسی می‌توان به آن دست یافت، به عوامل چون طراحی تجهیرات، عایق مورد استفاده، شرایط آب و هوایی، محل ساختمان و بازده پوشش ساختمان نیز بستگی زیادی دارد.»
| شیب           | حداقل انعکاس خورشیدی | حداقل انتشار گرمایی | حداقل SRI   |
| ستاره انرژی   | ستاره انرژی          | ستاره انرژی         | ستاره انرژی |
| ------------- | -------------------- | ------------------- | ----------- |
| کم، اولیه     | ۰٫۶۵                 |                     |             |
| کم، کهنه      | ۰٫۵۰                 |                     |             |
| شیب‌دار، اولیه | ۰٫۲۵                 |                     |             |
| شیب‌دار، کهنه  | ۰٫۱۵                 |                     |             |
| Green Globes  |                      |                     |             |
| شیب کم        |                      |                     | ۷۸          |
| شیب زیاد      |                      |                     | ۲۹          |
| LEED          |                      |                     |             |
| شیب کم        |                      |                     | ۷۸          |
| شیب زیاد      |                      |                     | ۲۹          |

### شورای درجه‌بندی بام خنک
شورای درجه‌بندی بام خنک (CRRC) یک سیستم درجه‌بندی برای اندازه‌گیری و گزارش انعکاس خورشیدی و انتشار گرمایی محصولات مربوط به بام ایجاد کرده‌است. این سیستم در یک فهرست آنلاین آمده‌است که ۸۵۰ محصول بام در آن برای تأمین کنندگان سرویس‌های انرژی، گروه‌های کاری مرتبط با ضوابط ساخت و ساز ساختمان، معماران، طراحان ضوابط ساختمان، صاحبان املاک، و طراحان اجتماعی در دسترس است. CRRC هر ساله تست‌های تصادفی انجام می‌دهد تا از صحت اطلاعات موجود در فهرست خود اطمینان یابد.
برنامهٔ رتبه‌بندی CRRC این امکان را برای سازندگان و فروشندگان فراهم می‌کند که بر طبق ویژگی‌های اندازه‌گیری شده توسط CRRC بتوانند به درستی به محصولات خود برچسب بزنند. اما این برنامه، حداقل استاندارد مورد نیاز را برای تشعشع خورشیدی و انتشار گرمایی تعیین نمی‌کند.

### Green Globes
سیستم گوی سبز در کانادا و ایالات متحده استفاده می‌شود. در ایالات متحده، Green Globes متعلق به گروه اقدامات ساختمان سبز (GBI) بوده و توسط آن‌ها اداره می‌شود. در کانادا، نسخه‌ای از برنامهٔ گوی سبز توسط مؤسسه مدیران و مالکان ساختمان کانادا با نام تجاری Go Green ([به زبان فرانسوی] Visez vert) اداره می‌شود.
سیستم گوی سبز از معیارهای بازدهی خاصی برای ارزیابی مصرف انرژی احتمالی یک ساختمان استفاده می‌کند و نتایج اندازه‌گیری شده در یک ساختمان را با اطلاعات موجود در هدفیاب EPA مقایسه می‌کند که عملکرد واقعی ساختمان را نشان می‌دهد. ساختمان‌ها درجهٔ یک تا چهار گوی را کسب می‌کنند. این سیستم آنلاین است. صحت اطلاعات ساختمان توسط معماران و مهندسینی که از طرف Green Globes تأیید شده، آموزش دیده و مدرک دریافت کرده‌اند بررسی می‌شود. برای درجه‌بندی، موادی که در بام به کار رفته‌اند باید انعکاس خورشیدی حداقل ۰٫۶۵ و انتشار گرمایی حداقل ۰٫۹۰ داشته باشند. برای پوشش ۱ تا ۱۰۰ درصدی بام به وسیلهٔ گیاه یا موادی که خاصیت انعکاسی زیادی دارند، تا ۱۰ امتیاز می‌توان تخصیص داد.

### LEED
سیستم رتبه‌بندی لید که زیرمجموعهٔ شورای ساختمان سبز ایالات متحده است، یک استاندارد ملی در حال تکامل و داوطلبانه برای طراحی ساختمان‌های پربازده و پایدار است. LEED استانداردهایی را برای انتخاب کالا در طراحی ساختمان فراهم می‌آورد ولی هیچ گواهیی برای آن‌ها صادر نمی‌کند.
بر خلاف ضوابط ساخت و ساز ساختمان، از قبیل ضوابط جهانی ساختمان، فقط اعضای USGBC و کمیته‌های داخلی سازمان‌های خاصی حق دارند که بر طبق چشم‌اندازهای داخلی خود، استانداردها را اضافه یا حذف یا ویرایش کنند. اعضا و همچنین کمیته‌های درون‌سازمانی به ضوابط مدلسازی رای می‌دهند، اما تمام مردم می‌توانند دیدگاه‌ها و نقطه نظرات خود را در پروسهٔ توسعهٔ هریک از این ضوابط در جلسه‌ای تحت عنوان Public Review مطرح کنند که معمولاً چند بار در سال برگزار می‌شود.
بر خلاف ضوابط ساخت و ساز ساختمان، از قبیل ضوابط جهانی ساختمان، فقط اعضای USGBC و کمیته‌های داخلی سازمان‌های خاصی حق دارند که بر طبق چشم‌اندازهای داخلی خود، استانداردها را اضافه یا حذف یا ویرایش کنند. اعضا و همچنین کمیته‌های درون‌سازمانی به ضوابط مدلسازی رای می‌دهند، اما تمام مردم می‌توانند دیدگاه‌ها و نقطه نظرات خود را در پروسهٔ توسعهٔ هریک از این ضوابط در جلسه‌ای تحت عنوان Public Review مطرح کنند که معمولاً چند بار در سال برگزار می‌شود.
| نام ساختمان                                              | مالک                                                          | مکان                     | سطح LEED |
| -------------------------------------------------------- | ------------------------------------------------------------- | ------------------------ | -------- |
| Donald Bren School of Environmental Science & Management | دانشگاه کالیفرنیا، سانتا باربارا                              | کالیفرنیا، سانتا باربارا | پلاتین   |
| مرکز خدمات Frito-Lay Jim Rich                            | Frito-Lay, Inc.                                               | نیویورک، روچستر          | طلا      |
| Edifice Multifunction                                    | Travaux Public et Services Gouvernementaux Canada             | کبک، مونترئال            | طلا      |
| کتابخانه مرکزی سیاتل                                     | شهر سیاتل                                                     | واشینگتن، سیاتل          | نقره     |
| National Geography Society Headquarters Complex          | National Geographic Society                                   | واشینگتن دی‌سی            | نقره     |
| Utah Olympic Oval                                        | Salt Lake City Olympic Winter Games 2002 Organizing Committee | یوتا، سالت‌لیک‌سیتی        | مجاز     |
| Premier Automotive Group North American Headquarters     | Ford Motor Company                                            | کالیفرنیا، ایواین        | مجاز     |

### Cool Roofs Europe و مشابه آن در کشورهای دیگر
یکی از کمک کنندگان مالی این پروژه، اتحادیهٔ اروپا بوده‌است که در چارچوب برنامهٔ Intelligent Energy Europe به این پروژه کمک مالی کرده‌است.
هدف اقدام پیشنهادی، ایجاد و پیاده‌سازی یک طرح عملیاتی در اتحادیهٔ اروپا بوده‌است. اهداف خاص عبارتند از: پشتیبانی از توسعهٔ سیاستگزاری با استفاده از انتقال تجارب و بهبود فهم عوامل واقعی و بالقوهٔ مصرف انرژی حرارتی و برودتی در اتحادیهٔ اروپا؛ ساده‌سازی قرار دادن بام خنک به عنوان قسمتی از روند ساخت و بازار ساختمان؛ تغییر رفتار تصمیم‌گیرندگان و سهامداران به‌طوری‌که پذیرش بام خنک توسط آن‌ها بیشتر شود؛ شروع و پیشبرد توسعهٔ قوانین نوآوری، ضوابط، جوازها و استاندارها، شامل روندهای کاربردی، جوازهای ساخت و طراحی در مورد بام‌های خنک. این دو عمل در چهار محور، توسعه می‌یابد: فنی، بازار، سیاست و کاربر نهایی.
در قسمت گرمسیری استرالیا، ورقه‌های گالوانیزه شده با روی (نقره‌ای) (معمولاً موجدار) به خوبی رنگ «سرد» سفید، گرما را منعکس نمی‌کند، مخصوصاً سطوح فلزی، اشعهٔ مادون قرمز را به طرف آسمان منتشر نمی‌کنند. در حال حاضر مد اروپا به این صورت است که از بام‌های آلومینیوم با رنگ‌های تیره‌تر استفاده می‌کنند تا نیازهای مد را در مشتری برآورده کنند.

### NYC °CoolRoofs
NYC °CoolRoofs یکی از اقدامات نیویورک است برای افرادی که داوطلب هستند، بام‌های سفید نصب کنند. این برنامه در سال ۲۰۰۹ به عنوان قسمتی از PlaNYC آغاز شد و بیش از ۵ میلیون فوت مربع از بام‌های نیویورک در این طرح سفید شد. در چهارشنبه، ۲۵ سپتامبر ۲۰۱۳، شهردار نیویورک، Michael R Bloomberg آن روز را روز NYC °CoolRoofs در نیویورک نامید و تا آن روز بام ۵۰۰ ساختمان سفید شد و اثر معادل با ۲۰۰۰ تن کربن را از بین رفت. داوطلبان از قلم مو و غلتک نقاشی استفاده می‌کنند تا پوشش کشیار اکریلیک را روی لایه‌های بام قرار دهند. تحقیقی در سال ۲۰۱۱ در دانشگاه کلمبیا در مورد بام‌هایی که در این برنامه لایه‌پوشی شده بودند نشان داد که بام‌های سفید در مقایسه با بام‌های سیاه، ۴۳ درجه فارنهایت سردترند.

### پروژهٔ بام سفید
پروژهٔ بام سفید یک پروژهٔ کشوری است که به افراد آموزش می‌دهد و آن‌ها را قادر می‌سازد تا بام خود را سفید کنند. پیشرفت این پروژه در بیش از ۲۰ ایالت و ۵ کشور صورت گرفته‌است و هزاران نفر در این پروژه داوطلب شدند و در سفید کردن بام مراکز ناسودبر و خانه‌های متعلق به افراد کم‌درامد کمک مالی کردند.

## اثر جزایر گرمایی شهری
جزایر گرمایی شهری در جایی اتفاق می‌افتد که ترکیب ساختارهای جاذب گرما – مثل پارک‌ها و سنگفرش جاده‌ها که آسفالت تیره دارند – و گسترش بام‌های سیاه اتفاق بیفتد. کم پشت بودن گیاهان نیز مزید بر علت بوده و دمای هوا را ۱ تا ۳ درجهٔ سانتی‌گراد نسبت به حومهٔ شهر گرم‌تر می‌کند.
برنامه‌های ساختمان سبز از به کار بردن بام خنک حمایت می‌کند تا اثر جزایر گرمایی شهری و کیفیت پایین هوای حاصل از آن (به شکل آلاینده‌هایی که هوا را به صورت مه‌آلود درمی‌آورند) را کاهش دهند. بام‌های با رنگ روشن، از طریق انعکاس نور خورشید افزایش دما را به حداقل رسانده انرژی مصرفی سرمایشی را کمتر کرده و آلاینده‌های مه‌گونه را کاهش می‌دهند. مطالعه‌ای که توسط LBNL صورت گرفت نشان می‌دهد اگر استراتژی‌هایی که برای کاهش این اثر در پیش گرفته شده‌است – شام بام‌های خنک – در مقیاس وسیعی به کار گرفته شوند، کلان‌شهر تورنتوی بزرگ می‌تواند سالانه بیش از ۱۱ میلیون دلار در هزینه‌های انرژی صرفه‌جویی کند.